# سيكوليانا
سيكوليانا (بالإيطالية: Siculiana)‏ هي بلدية في مقاطعة أغريجنتو في صقلية الإيطالية.

## السكان
في سنة 1861 بلغ عدد السكان 5٬775 نسمة، وتطور العدد ليصل في سنة 2011 لـ 4٬632 نسمة.
يظهر هذا المخطط البياني تطور النمو السكاني لـ سيكوليانا